# Øjet (novellesamling)
Øjet er en novellesamling fra 1961, skrevet af Cecil Bødker. Den anses for  et af forfatterskabets hovedværker, og flere noveller herfra er blevet klassikere i skolernes og gymnasiernes litteraturundervisning. Myte og realitet forbindes overraskende og virkningsfuldt i disse historier, hvor skildringer af mennesker, der har fjernet sig fra deres følelser og naturen, er et centralt træk. I alle disse fortællinger, står hovedpersonen over for en katastrofe, som sætter fokus på øjet.
Samlingen indeholder 10 noveller:
- Det uskabte
- Den yderste dag
- Trapperne
- Vædderen
- Sne
- Døvens dør
- Tyren
- Ismael
- Bogfinken
- Øjet